# Stopan
Stopan (bułg. стопан, serb. змија чуваркућа, zmija čuvarkuća) – w wierzeniach południowosłowiańskich opiekuńczy duch domowy.
Stopan był duchem jakiegoś zasłużonego przodka, opiekującym się domem i uważanym za jego "gospodarza". Poirytowany brakiem szacunku ze strony domowników stopan hałasował nocą, zsyłał złe sny i choroby. Składano mu wówczas ofiarę, zwaną stopanową gozbą. Ofiarę składała zawsze najstarsza kobieta w rodzinie, która zabijała czarną kurę i spuszczała jej krew do jamy wygrzebanej w popiele ogniska domowego. Następnie zanoszono na strych upieczoną kurę i ciasto, rozkładając je w kątach jako pożywienie dla stopana; kobieta zaś lała w ogień wino mówiąc: Raduj się, stopanie, wesel się, chato!. Jeżeli po dwóch tygodniach jedzenie znaleziono naruszone, oznaczało to iż stopan przyjął ofiarę.